# Bayer 04 Leverkusen Fußball 2016-2017
Questa voce raccoglie le informazioni riguardanti il Bayer 04 Leverkusen Fußball nelle competizioni ufficiali della stagione calcistica 2016-2017.

## Stagione
Nella stagione 2016-2017 il Bayer Leverkusen, allenato da Tayfun Korkut, concluse il campionato di Bundesliga al 12º posto. In Coppa di Germania il Bayer Leverkusen fu eliminato al secondo turno dallo Sportfreunde Lotte. In Champions League il Bayer Leverkusen fu eliminato agli ottavi di finale dall'Atlético Madrid.

## Organigramma societario
Area tecnica
- Allenatore: Tayfun Korkut
- Allenatore in seconda: Lars Kornetka, Xaver Zembrod
- Preparatore dei portieri: David Thiel
- Preparatori atletici: Schahriar Bigdeli

## Rosa
| N. |                     | Ruolo | Calciatore            |
| -- | ------------------- | ----- | --------------------- |
| 1  | Germania (bandiera) | P     | Bernd Leno            |
| 36 | Germania (bandiera) | P     | Niklas Lomb           |
| 28 | Austria (bandiera)  | P     | Ramazan Özcan         |
| 22 | Germania (bandiera) | D     | Joel Abu Hanna        |
| 23 | Germania (bandiera) | D     | Danny da Costa        |
| 6  | Austria (bandiera)  | D     | Aleksandar Dragović   |
| 39 | Germania (bandiera) | D     | Benjamin Henrichs     |
| 13 | Germania (bandiera) | D     | Roberto Hilbert       |
| 16 | Croazia (bandiera)  | D     | Tin Jedvaj            |
| 4  | Germania (bandiera) | D     | Jonathan Tah          |
| 21 | Turchia (bandiera)  | D     | Ömer Toprak           |
| 18 | Brasile (bandiera)  | D     | Wendell               |
| 37 | Germania (bandiera) | C     | Atakan Akkaynak       |
| 20 | Cile (bandiera)     | C     | Charles Aránguiz      |
| 15 | Austria (bandiera)  | C     | Julian Baumgartlinger |

| N. |                      | Ruolo | Calciatore       |
| -- | -------------------- | ----- | ---------------- |
| 38 | Germania (bandiera)  | C     | Karim Bellarabi  |
| 8  | Germania (bandiera)  | C     | Lars Bender      |
| 19 | Germania (bandiera)  | C     | Julian Brandt    |
| 10 | Turchia (bandiera)   | C     | Hakan Çalhanoğlu |
| 29 | Germania (bandiera)  | C     | Kai Havertz      |
| 44 | Slovenia (bandiera)  | C     | Kevin Kampl      |
| 30 | Germania (bandiera)  | C     | Sam Schreck      |
| 35 | Ucraina (bandiera)   | C     | Vladlen Jurčenko |
| 9  | Giamaica (bandiera)  | A     | Leon Bailey      |
| 7  | Messico (bandiera)   | A     | Javier Hernández |
| 11 | Germania (bandiera)  | A     | Stefan Kießling  |
| 14 | Svizzera (bandiera)  | A     | Admir Mehmedi    |
| 17 | Finlandia (bandiera) | A     | Joel Pohjanpalo  |
| 31 | Germania (bandiera)  | A     | Kevin Volland    |

## Risultati

### Bundesliga

#### Girone di andata
| Arbitro: | Brych |

|                     |           |                |
| Hahn 45’ Stindl 85’ | Marcatori | 79’ Pohjanpalo |

| Arbitro: | Welz |

|                          |           |          |
| Pohjanpalo 79’, 90’, 90’ | Marcatori | 58’ Wood |

| Arbitro: | Dingert |

|                      |           |               |
| Meier 53’ Fabián 79’ | Marcatori | 60’ Hernández |

| Leverkusen 21 settembre 2016, ore 20:00 CEST 4ª giornata | Bayer Leverkusen | 0 – 0 referto | Augusta | BayArena (24 097 spett.)\| Arbitro: \| Drees \| |
| Arbitro:                                                 | Drees            |               |         |                                                 |

| Arbitro: | Perl |

|                    |           |                         |
| Malli 31’ Bell 35’ | Marcatori | 32’, 66’, 90’ Hernández |

| Arbitro: | Gräfe |

|                           |           |  |
| Mehmedi 10’ Hernández 79’ | Marcatori |  |

| Arbitro: | Fritz |

|                          |           |                |
| Junuzović 13’ Manneh 59’ | Marcatori | 27’ Çalhanoğlu |

| Arbitro: | Dankert |

|  |           |                                   |
|  | Marcatori | 15’ Demirbay 49’ Wagner 60’ Zuber |

| Arbitro: | Stieler |

|            |           |                        |
| Arnold 37’ | Marcatori | 79’ Mehmedi 83’ Jedvaj |

| Arbitro: | Osmers |

|                                        |           |                       |
| Çalhanoğlu 32’ Brandt 56’ Aránguiz 69’ | Marcatori | 47’ Čolak 85’ Vrančić |

| Arbitro: | Brych |

|                     |           |                                                 |
| Kampl 1’ Brandt 45’ | Marcatori | 4’ (aut.) Baumgartlinger 67’ Forsberg 81’ Orban |

| Arbitro: | Fritz |

|                        |           |                |
| Thiago 30’ Hummels 56’ | Marcatori | 35’ Çalhanoğlu |

| Arbitro: | Cortus |

|                |           |             |
| Çalhanoğlu 60’ | Marcatori | 30’ Haberer |

| Arbitro: | Aytekin |

|  |           |              |
|  | Marcatori | 89’ Kießling |

| Arbitro: | Willenborg |

|             |           |                       |
| Mehmedi 63’ | Marcatori | 26’ Morales 73’ Cohen |

| Arbitro: | Gräfe |

|             |           |             |
| Modeste 21’ | Marcatori | 44’ Wendell |

| Arbitro: | Stieler |

|                                       |           |             |
| Toprak 12’ Çalhanoğlu 36’ (rig.), 88’ | Marcatori | 44’ Stocker |

#### Girone di ritorno
| Arbitro: | Aytekin |

|                       |           |                             |
| Tah 31’ Hernández 34’ | Marcatori | 52’, 58’ Stindl 71’ Raffael |

| Arbitro: | Drees |

|                  |           |  |
| Papadopoulos 76’ | Marcatori |  |

| Arbitro: | Cortus |

|                               |           |  |
| Hernández 5’, 63’ Volland 78’ | Marcatori |  |

| Arbitro: | Osmers |

|          |           |                                  |
| Kohr 60’ | Marcatori | 23’ Bellarabi 40’, 65’ Hernández |

| Arbitro: | Brand |

|  |           |                      |
|  | Marcatori | 3’ Bell 11’ Öztunali |

| Arbitro: | Dingert |

|                                                                              |           |                         |
| Dembélé 6’ Aubameyang 26’, 69’ Pulisic 77’ Schürrle 84’ (rig.) Guerreiro 90’ | Marcatori | 48’ Volland 74’ Wendell |

| Arbitro: | Stieler |

|            |           |             |
| Volland 7’ | Marcatori | 79’ Pizarro |

| Arbitro: | Gräfe |

|            |           |  |
| Wagner 62’ | Marcatori |  |

| Arbitro: | Aytekin |

|                                       |           |                            |
| Bellarabi 40’ Volland 65’ Havertz 89’ | Marcatori | 80’, 83’, 87’ (rig.) Gómez |

| Arbitro: | Brand |

|  |           |                        |
|  | Marcatori | 15’ Brandt 56’ Volland |

| Arbitro: | Kampka |

|             |           |  |
| Poulsen 90’ | Marcatori |  |

| Leverkusen 15 aprile 2017, ore 18:30 CEST 29ª giornata | Bayer Leverkusen | 0 – 0 referto | Bayern Monaco | BayArena (30 210 spett.)\| Arbitro: \| Siebert \| |
| Arbitro:                                               | Siebert          |               |               |                                                   |

| Arbitro: | Brych |

|                          |           |                    |
| Petersen 11’ Stenzel 88’ | Marcatori | 60’ (rig.) Volland |

| Arbitro: | Fritz |

|              |           |                                            |
| Kießling 69’ | Marcatori | 6’, 50’ Burgstaller 10’ Höwedes 18’ Schöpf |

| Arbitro: | Osmers |

|            |           |             |
| Kittel 73’ | Marcatori | 78’ Havertz |

| Arbitro: | Perl |

|                             |           |                       |
| Kießling 60’ Pohjanpalo 71’ | Marcatori | 14’ Jojić 49’ Klünter |

| Arbitro: | Aytekin |

|                               |           |                                                                                      |
| Weiser 71’ Allagui 86’ (rig.) | Marcatori | 5’ Hernández 31’, 45’ Havertz 64’ (rig.) Kießling 81’ (rig.) Aránguiz 90’ Pohjanpalo |

### Coppa di Germania
| Arbitro: | Badstübner |

|              |           |                             |
| Srzentic 81’ | Marcatori | 39’ Hernández 67’ Bellarabi |

| Arbitro: | Stark |

|                                                   |                      |                                                         |
| Hilbert 47’ (aut.) Freiberger 105’                | Marcatori            | 25’, 95’ Volland                                        |
| Nauber Freiberger Steinhart Dej Langlitz Tankulić | Tiri di rigore 4 – 3 | Aránguiz Havertz Volland Hilbert Wendell Baumgartlinger |

### Champions League
| Arbitro: | Orsato |

|                           |           |                          |
| Mehmedi 9’ Çalhanoğlu 15’ | Marcatori | 36’ Dzagoev 38’ Erëmenko |

| Arbitro: | Borbalán |

|          |           |               |
| Glik 90’ | Marcatori | 74’ Hernández |

| Leverkusen 18 ottobre 2016, ore 20:45 CEST 3ª giornata | Bayer Leverkusen | 0 – 0 referto | Tottenham | BayArena (28 887 spett.)\| Arbitro: \| Çakır \| |
| Arbitro:                                               | Çakır            |               |           |                                                 |

| Arbitro: | Eriksson |

|  |           |           |
|  | Marcatori | 65’ Kampl |

| Arbitro: | Mallenco |

|                   |           |             |
| Natkho 76’ (rig.) | Marcatori | 16’ Volland |

| Arbitro: | Mažeika |

|                                               |           |  |
| Jurčenko 30’ Brandt 48’ De Sanctis 82’ (aut.) | Marcatori |  |

| Arbitro: | Collum |

|                                |           |                                                      |
| Bellarabi 48’ Savić 68’ (aut.) | Marcatori | 17’ Saúl 25’ Griezmann 59’ (rig.) Gameiro 86’ Torres |

| Madrid 15 marzo 2017, ore 20:45 CET Ottavi di finale | Atlético Madrid | 0 – 0 referto | Bayer Leverkusen | Stadio Vicente Calderón (49 133 spett.)\| Arbitro: \| Karasev \| |
| Arbitro:                                             | Karasev         |               |                  |                                                                  |

## Statistiche

### Statistiche di squadra
| Competizione      | Punti | In casa | In casa | In casa | In casa | In casa | In casa | In trasferta | In trasferta | In trasferta | In trasferta | In trasferta | In trasferta | Totale | Totale | Totale | Totale | Totale | Totale | DR |
| Competizione      | Punti | G       | V       | N       | P       | Gf      | Gs      | G            | V            | N            | P            | Gf           | Gs           | G      | V      | N      | P      | Gf     | Gs     | DR |
| ----------------- | ----- | ------- | ------- | ------- | ------- | ------- | ------- | ------------ | ------------ | ------------ | ------------ | ------------ | ------------ | ------ | ------ | ------ | ------ | ------ | ------ | -- |
| Bundesliga        | 41    | 17      | 5       | 6       | 6       | 27      | 28      | 17           | 6            | 2            | 9            | 26           | 27           | 34     | 11     | 8      | 15     | 53     | 55     | -2 |
| Coppa di Germania | -     | 0       | 0       | 0       | 0       | 0       | 0       | 2            | 1            | 1            | 0            | 4            | 3            | 2      | 1      | 1      | 0      | 4      | 3      | +1 |
| Champions League  | -     | 4       | 1       | 2       | 1       | 7       | 6       | 4            | 1            | 3            | 0            | 3            | 2            | 8      | 2      | 5      | 1      | 10     | 8      | +2 |
| Totale            | -     | 21      | 6       | 8       | 7       | 34      | 34      | 23           | 8            | 6            | 9            | 33           | 32           | 44     | 14     | 14     | 16     | 67     | 66     | +1 |

### Andamento in campionato
| Giornata  | 1  | 2 | 3  | 4  | 5  | 6 | 7  | 8  | 9  | 10 | 11 | 12 | 13 | 14 | 15 | 16 | 17 | 18 | 19 | 20 | 21 | 22 | 23 | 24 | 25 | 26 | 27 | 28 | 29 | 30 | 31 | 32 | 33 | 34 |
| --------- | -- | - | -- | -- | -- | - | -- | -- | -- | -- | -- | -- | -- | -- | -- | -- | -- | -- | -- | -- | -- | -- | -- | -- | -- | -- | -- | -- | -- | -- | -- | -- | -- | -- |
| Luogo     | T  | C | T  | C  | T  | C | T  | C  | T  | C  | C  | T  | C  | T  | C  | T  | C  | C  | T  | C  | T  | C  | T  | C  | T  | C  | T  | T  | C  | T  | C  | T  | C  | T  |
| Risultato | P  | V | P  | N  | V  | V | P  | P  | V  | V  | P  | P  | N  | V  | P  | N  | V  | P  | P  | V  | V  | P  | P  | N  | P  | N  | V  | P  | N  | P  | P  | N  | N  | V  |
| Posizione | 12 | 6 | 11 | 12 | 10 | 6 | 10 | 11 | 10 | 8  | 9  | 10 | 9  | 8  | 9  | 9  | 8  | 9  | 9  | 9  | 8  | 8  | 10 | 10 | 11 | 11 | 10 | 12 | 12 | 12 | 12 | 12 | 12 | 12 |

Legenda:

Luogo: C = Casa; T = Trasferta. Risultato: V = Vittoria; N = Pareggio; P = Sconfitta.

### Statistiche dei giocatori
| Giocatore         | Bundesliga | Bundesliga | Bundesliga  | Bundesliga | Coppa di Germania | Coppa di Germania | Coppa di Germania | Coppa di Germania | Champions League | Champions League | Champions League | Champions League | Totale   | Totale | Totale      | Totale     |
| Giocatore         | Presenze   | Reti       | Ammonizioni | Espulsioni | Presenze          | Reti              | Ammonizioni       | Espulsioni        | Presenze         | Reti             | Ammonizioni      | Espulsioni       | Presenze | Reti   | Ammonizioni | Espulsioni |
| ----------------- | ---------- | ---------- | ----------- | ---------- | ----------------- | ----------------- | ----------------- | ----------------- | ---------------- | ---------------- | ---------------- | ---------------- | -------- | ------ | ----------- | ---------- |
| B. Leno           | 34         | 0          | 0           | 0          | 1                 | 0                 | 0                 | 0                 | 7                | 0                | 0                | 0                | 42       | 0      | 0           | 0          |
| N. Lomb           | -          | -          | -           | -          | -                 | -                 | -                 | -                 | -                | -                | -                | -                | -        | -      | -           | -          |
| R. Özcan          | -          | -          | -           | -          | 1                 | 0                 | 0                 | 0                 | 1                | 0                | 0                | 0                | 2        | 0      | 0           | 0          |
| J. Hanna          | -          | -          | -           | -          | -                 | -                 | -                 | -                 | -                | -                | -                | -                | -        | -      | -           | -          |
| D. Costa          | 3          | 0          | 0           | 0          | -                 | -                 | -                 | -                 | 1                | 0                | 0                | 0                | 4        | 0      | 0           | 0          |
| A. Dragović       | 19         | 0          | 1           | 0          | 1                 | 0                 | 1                 | 0                 | 3                | 0                | 2                | 0                | 23       | 0      | 4           | 0          |
| B. Henrichs       | 29         | 0          | 1           | 0          | 1                 | 0                 | 0                 | 0                 | 7                | 0                | 3                | 0                | 37       | 0      | 4           | 0          |
| R. Hilbert        | 7          | 0          | 2           | 0          | 1                 | 0                 | 0                 | 0                 | 1                | 0                | 0                | 0                | 9        | 0      | 2           | 0          |
| T. Jedvaj         | 18         | 1          | 2           | 1          | 1                 | 0                 | 1                 | 0                 | 4                | 0                | 1                | 0                | 23       | 1      | 4           | 1          |
| J. Tah            | 19         | 1          | 1           | 0          | 2                 | 0                 | 0                 | 0                 | 5                | 0                | 1                | 0                | 26       | 1      | 2           | 0          |
| Ö. Toprak         | 25         | 1          | 6           | 0          | 1                 | 0                 | 0                 | 0                 | 6                | 0                | 1                | 0                | 32       | 1      | 7           | 0          |
| Wendell           | 32         | 2          | 8           | 1          | 1                 | 0                 | 1                 | 0                 | 5                | 0                | 2                | 0                | 38       | 2      | 11          | 1          |
| A. Akkaynak       | -          | -          | -           | -          | -                 | -                 | -                 | -                 | -                | -                | -                | -                | -        | -      | -           | -          |
| C. Aránguiz       | 26         | 2          | 7           | 1          | 2                 | 0                 | 1                 | 0                 | 8                | 0                | 1                | 0                | 36       | 2      | 9           | 1          |
| J. Baumgartlinger | 22         | 0          | 1           | 0          | 2                 | 0                 | 0                 | 0                 | 6                | 0                | 1                | 0                | 30       | 0      | 2           | 0          |
| K. Bellarabi      | 16         | 2          | 4           | 0          | 1                 | 1                 | 0                 | 0                 | 2                | 1                | 0                | 0                | 19       | 4      | 4           | 0          |
| L. Bender         | 9          | 0          | 4           | 0          | -                 | -                 | -                 | -                 | 3                | 0                | 1                | 0                | 12       | 0      | 5           | 0          |
| J. Brandt         | 32         | 3          | 0           | 0          | -                 | -                 | -                 | -                 | 8                | 1                | 0                | 0                | 40       | 4      | 0           | 0          |
| H. Çalhanoğlu     | 15         | 6          | 1           | 0          | 1                 | 0                 | 0                 | 0                 | 6                | 1                | 1                | 0                | 22       | 7      | 2           | 0          |
| K. Havertz        | 24         | 4          | 2           | 0          | 1                 | 0                 | 0                 | 0                 | 3                | 0                | 0                | 0                | 28       | 4      | 2           | 0          |
| K. Kampl          | 30         | 1          | 4           | 0          | 2                 | 0                 | 0                 | 0                 | 7                | 1                | 1                | 0                | 39       | 2      | 5           | 0          |
| S. Schreck        | -          | -          | -           | -          | -                 | -                 | -                 | -                 | -                | -                | -                | -                | -        | -      | -           | -          |
| V. Yurchenko      | 3          | 0          | 0           | 0          | -                 | -                 | -                 | -                 | 1                | 1                | 0                | 0                | 4        | 1      | 0           | 0          |
| L. Bailey         | 8          | 0          | 1           | 0          | -                 | -                 | -                 | -                 | 2                | 0                | 0                | 0                | 10       | 0      | 1           | 0          |
| J. Hernández      | 26         | 11         | 1           | 0          | 2                 | 1                 | 2                 | 0                 | 8                | 1                | 1                | 0                | 36       | 13     | 4           | 0          |
| S. Kießling       | 20         | 4          | 0           | 0          | 1                 | 0                 | 0                 | 0                 | 3                | 0                | 0                | 0                | 24       | 4      | 0           | 0          |
| A. Mehmedi        | 22         | 3          | 1           | 0          | 2                 | 0                 | 0                 | 0                 | 6                | 1                | 0                | 0                | 30       | 4      | 1           | 0          |
| J. Pohjanpalo     | 11         | 6          | 0           | 0          | -                 | -                 | -                 | -                 | 2                | 0                | 0                | 0                | 13       | 6      | 0           | 0          |
| K. Volland        | 23         | 6          | 3           | 1          | 2                 | 2                 | 1                 | 0                 | 6                | 1                | 0                | 0                | 31       | 9      | 4           | 1          |
| R. Kruse          | 2          | 0          | 0           | 0          | 1                 | 0                 | 0                 | 0                 | 3                | 0                | 0                | 0                |          |        |             |            |